# 진화 음악학
진화 음악학은 진화론에서 음악 지각과 생산에 대한 심리적 방법을 근거로 삼는 생물음악학의 하위 분야이다. 이는 인간이 아닌 동물 종에서의 음성 의사소통, 인간 음악의 진화 이론, 음악적 능력과 가공에서의 상호 문화적 인간 보편을 다룬다.

## 같이 보기
- 언어의 기원
- 음악의 기원
- 음성 학습
- 콧소리

## 참고 도서
- Fitch, W. Tecumseh (2009년 2월 12일). “Musical protolanguage: Darwin's theory of language evolution revisited”. 《Language Log》. 2009년 2월 20일에 확인함.